# Altretamina
A altretamina conhecida antigamente como hexametilmelamina (HMM) é um fármaco antineoplásico. Foi aprovada pelo FDA em 1990 contra o câncer de ovário. É utilizada também em casos de câncer de pulmão e câncer de mama. Quimicamente é semelhante ao trietilenomelamina e possui indícios de ser teratogênica, pois em animais apresenta esta característica.

## Mecanismo de ação
Ainda é desconhecido. Sabe-se no entanto que a altretamina está relacionada com agentes alquilantes, mas isto não foi determinado em in-vitro.

## Usos
A altretamina é uma droga de segunda linha. É utilizada nos casos de câncer de ovário avançado, depois de outras alternativas terapêuticas que não obtiveram resultados.

## Doses usuais
- Tumores de pulmão: 400 a 500 mg por dia, durante 5 dias, com intervalo de 3 semanas.[4]
- Tumores de ovário: 400 a 500 mg por dia, durante 21 dias ou 1 mês.[4]